# 魔界村系列
魔界村系列是日本卡普空公司於1985開始發售的動作遊戲系列，該系列遊戲號稱高難度，曾在大型電玩、紅白機、Mega Drive、超級任天堂、Game Boy、Game Boy Advance、PlayStation Portable等主機上面發行。後來在1990年5月2日發售以敵方角色紅惡魔（レッドアリーマー）擔任主角的Game Boy遊戲《紅惡魔 魔界村外傳》（レッドアリーマー 魔界村外伝）。後繼續發售數個續作。

## 魔界村系列
| 1985 | 魔界村                        |
| 1986 |                               |
| 1987 |                               |
| 1988 | 大魔界村                      |
| 1989 |                               |
| 1990 | 魔界村外傳                    |
| 1991 | 超魔界村                      |
| 1992 | 魔界村外傳II                  |
| 1993 | 魔界村外傳 THE DEMON DARKNESS |
| 1994 | Demon's Blazon 魔界村 紋章篇  |
| 1995 |                               |
| 1996 |                               |
| 1997 |                               |
| 1998 |                               |
| 1999 |                               |
| 2000 |                               |
| 2001 |                               |
| 2002 | 超魔界村R                     |
| 2003 |                               |
| 2004 |                               |
| 2005 |                               |
| 2006 | 極魔界村                      |
| 2007 | 極魔界村 改                   |
| 2008 |                               |
| 2009 | 魔界村 騎士列傳               |
| 2010 | 魔界村 騎士列傳II             |
| 2011 |                               |
| 2012 |                               |
| 2013 |                               |
| 2014 |                               |
| 2015 |                               |
| 2016 |                               |
| 2017 |                               |
| 2018 |                               |
| 2019 |                               |
| 2020 |                               |
| 2021 | 經典回歸 魔界村               |

主系列由「亞瑟（Arthur）」擔任主角。

### 魔界村
《魔界村》是在1985年上市的街機平台動作遊戲，後來在1985年9月19日發售FC版。

### 大魔界村
《大魔界村》是在1988年上市的街機平台動作遊戲，後來在1989年10月29日發售MD版。

### 超魔界村
《超魔界村》是在1991年10月4日發售的SFC平台動作遊戲。《超魔界村R》是在2002年7月19日發售的GBA遊戲。

### 極魔界村
《極魔界村》是在2006年8月3日發售的PSP平台動作遊戲。本作的擴張版《極魔界村 改》於2007年8月2日發行於PSP。

### 魔界村 騎士列傳
《魔界村 騎士列傳》是在2009年11月10日發售的iOS平台動作遊戲，續作《魔界村 騎士列傳II》於2010年8月19日發售。

### 魔界村ONLINE
《魔界村ONLINE》是由韓國的CJ E＆M Games開發製作的MMORPG遊戲。

### 經典回歸魔界村
《經典回歸 魔界村》是在2020年12月10日發表，並於2021年2月25日在任天堂Switch平台上發售的平台動作類型遊戲，本作僅以數位版形式發布。2021年4月16日，卡普空宣佈本作品將會在PlayStation 4、Xbox One及Steam平台發售。

## 魔界村外傳系列
外傳系列由「紅惡魔（Red Arremer）」擔任主角。本系列是動作遊戲和角色扮演遊戲以轉換方式來進行遊戲，紅惡魔必須到各地收集裝備來強化自己能力，主要敵人也還是魔族。遊戲皆使用密碼而不是用存檔記錄方式來保留進度。

### 魔界村外傳
《魔界村外傳》是在1990年5月2日發售的GB平台動作RPG類型遊戲。

### 魔界村外傳II
《魔界村外傳II》是在1992年7月17日發售的FC平台動作RPG類型遊戲。1993年4月16日在GB平台發售移植版《魔界村外傳 THE DEMON DARKNESS》。

### Demon's Blazon 魔界村 紋章篇
《Demon's Blazon 魔界村 紋章篇》是在1994年10月21日發售的SFC平台動作RPG類型遊戲。

## 外部連結
- 魔界村 騎士列伝卡普空（日語）
- 魔界村 騎士列伝II卡普空（日語）